# Башкімі (футбольний клуб)
«Башкімі» (мак. ФК Башкими Куманово) — македонський футбольний клуб із села Куманово. Заснований 1947 року. У перекладі з албанської назва «Башкімі» (Bashkimi) означає «Єдність».
У сезонах 2003/04 — 2007/08 виступав у Першій лізі.
У 2008 році через фінансові проблеми знявся з чемпіонату й припинив діяльність.

## Досягнення
Перша ліга Македонії:
- Найвище місце 6-е (2): 2004/05, 2005/06

Кубок Македонії:
- Володар кубка (1): 2004/05

## Виступи в єврокубках
| Сезон   | Турнір     | Раунд |                      | Клуб                    | Рахунок  |
| ------- | ---------- | ----- | -------------------- | ----------------------- | -------- |
| 2005-06 | Кубок УЄФА | Q1    | Боснія і Герцеговина | «Жепче»                 | 1-1, 3-0 |
| 2005-06 | Кубок УЄФА | Q2    | Ізраїль              | «Маккабі» (Петах-Тіква) | 0-5, 0-6 |

- Q — кваліфікаційний раунд.